# Ostiense
Ostiense − dziesiąta dzielnica Rzymu.
Dzielnica Ostiense oznaczana jest na budynkach skrótem Q. X, w którym Q oznacza quartiere (wł. dzielnica). Do 1930 istniało przedmieście o tej samej nazwie, oznaczane skrótem Q. O.
Ostiense zamieszkuje 66 071 mieszkańców.

## Granice
Dzielnica znajduje się w południowej części miasta, za Murami Aureliana, po lewej stronie Tybru. Graniczy:
- od północy z rionami R. XX Testaccio i R. XXI San Saba
- od wschodu z dzielnicą Q. XX Ardeatino
- od południa z dzielnicą Q. XXXII Europa
- od zachodu z dzielnicą Q. XI Portuense

## Historia
Dzielnica powstała w 1911 r., lecz została prawnie uznana dopiero w roku 1921. Wzięła swą nazwę od drogi zwanej Via Ostiense, która prowadziła z Rzymu do Ostii. W IX wieku wokół Bazyliki św. Pawła za Murami zaczęła formować się ufortyfikowana osada, którą nazywano Giovannipoli, na cześć papieża Jana VIII. Dzielnica rozwinęła się w sensie urbanistycznym ok. 1907, kiedy burmistrz Rzymu Ernesto Nathan promował powstanie nowego centrum przemysłowego u początku Via Ostiense.
W marcu 2008 r. w Parku Schustera odsłonięto pomnik dedykowany ofiarom ataku terrorystycznego w An-Nasirijja, do którego doszło 12 listopada 2003 r. Autorem pomnika jest włoski rzeźbiarz Giuseppe Spagnulo.
Przy Via Ostiense 106 znajduje się muzeum Centrale Montemartini z 400 rzeźbami.

## Budowle sakralne
- Bazylika św. Pawła za Murami, jedna z czterech bazylik papieskich
- Kościół św. Benedykta, via del Gazometro
- Kościół św. Franciszka Ksawerego w Rzymie-Garbatelli, tytularny kościół kardynalski, via Comboni
- Kaplica Ciała Chrystusowego, via Pomponia Grecina
- Kaplica Ciała Chrystusowego, via delle Sette Chiese
- Kaplica Świętej Rodziny, via Salinieri
- Kościół św. Galli, tytularny kościół kardynalski, circonvallazione Ostiense
- Kościół św. Filipa Neri in Eurosia, tytularny kościół kardynalski, via delle Sette Chiese
- Kościół świętych Izydora i Erozji, via delle Sette Chiese
- Kościół św. Marceliny, piazza Nicoloso da Recco
- Kaplica św. Cosimato, via Contarini
- Kościół św. Leonard Murialdo, via Pincherle
- Bazylika NMP Królowej Apostołów w Montagnola, tytularny kościół kardynalski, bazylika mniejsza, via Antonino Pio